# Punta della Dogana
Punta della Dogana je muzeum umění v Benátkách, které se nachází ve staré celní budově, Dogana da Mar. Punta della Dogana také zároveň odkazuje na trojúhelníkovou oblast Benátek, kde se Canal Grande střetává s Canálem Guidecca.

## Geografie a historie
Punta della Dogana se nachází mezi Canálem Grande a Canálem Giudecca na špičce ostrova ve čtvrti Dorsoduro. Vedle sebe se zde nachází Dogana da Mar, Benátský patriarchát, a Santa Maria della Salute. Nachází se diagoniálně od náměstí Svatého Marka.
Dogana da Mar byla používána pro lodění a jako celnice již na počátku 15. století. Dočasná stavba, která zde byla postavena pro uložení zboží a pro pracovníky celnice byla nahrazena budovou Punta della Dogana, jejíž stavba začala v roce 1677.

## Dogana da Mar

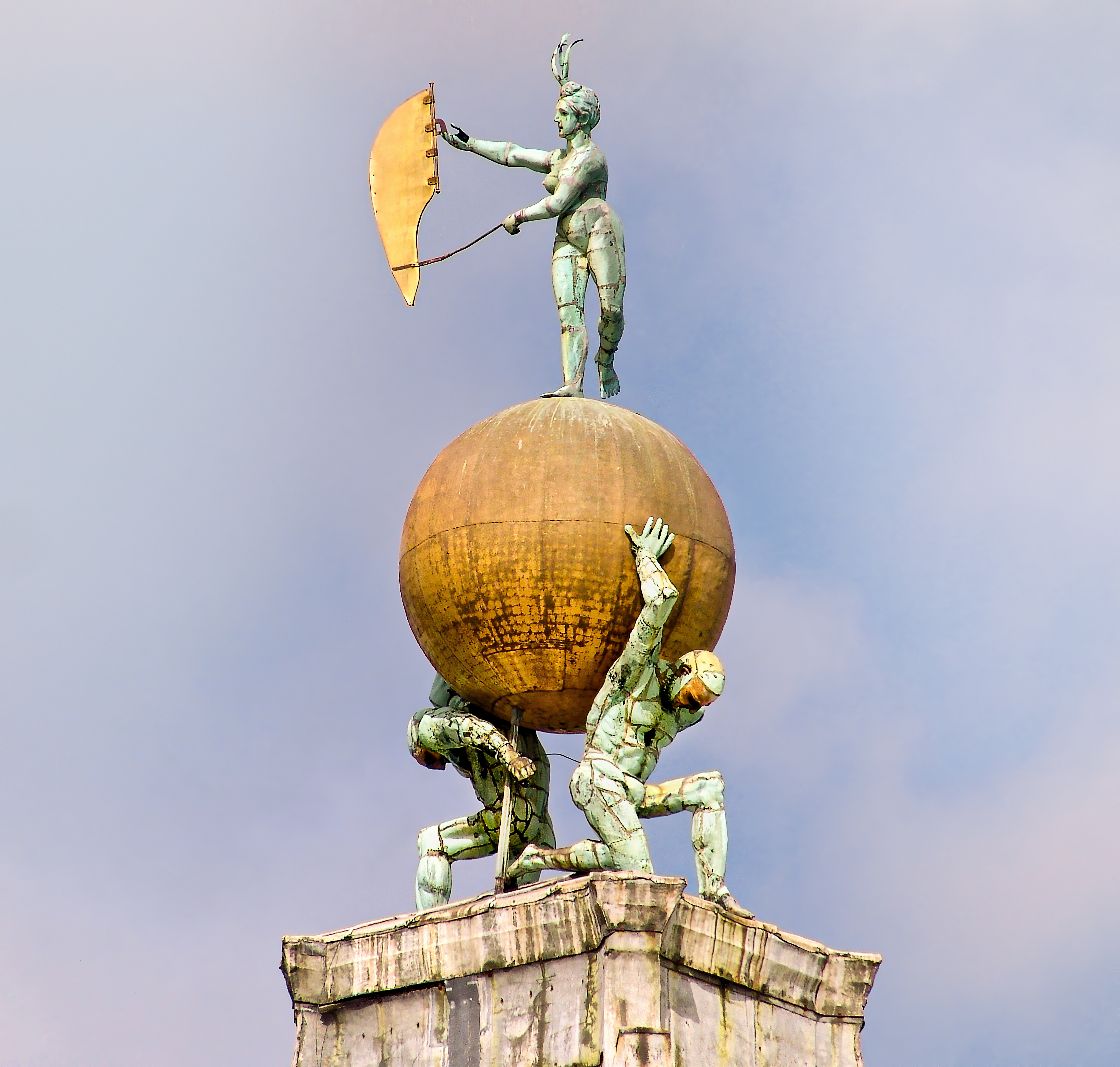
Socha na vrcholu budovy Dogana

Muzeum umění sídlí v budově Dogana da Mar i v okolí budovy. Budova byla  postavena v letech 1678 a 1682 jako celnice. Arkádový styl budovy je důsledkem výstavby budovy v různých epochách. Na vrcholku budovy jsou sochy boha Atlase, které symbolizují svrchovanost Benátské republiky. Dva otroci nad sebou drží zlatou kouli na níž stojí socha s názvem Štěstí od sochaře Giuseppeho Benoni. Tato socha je ze 17. století a otáčí se podle směru větru. Poslední rekonstrukce objektu byla provedena Alvisem Pigazzim v roce 1838.

### Obnova
Budova byla obnovena Tadaem Andem a to v období od ledna 2008 do března 2009. Obnovu financoval François Pinault, francouzský miliardář a sběratel umění, který s městem podepsal dohodu na 33 let. Budova byla předtím prázdná po celá desetiletí, plány proměnit budovu v apartmány nebo hotel se nevydařily. Dogana da Mar má štukovaný cihlový exteriér, který byl obnoven bez přidání nových prvků a je tím pádem jedinou částí budovy, jež zůstala v původním stylu. Kosmetické vady a štuky byly opraveny a poškozené oblasti byly vyztužené nerezovými oporami. Oblasti, kde byly cihly viditelné, byly ponechány. Interiér byl ponechán holý bez povrchové úpravy a cihly uvnitř byly nahrazeny šetrně. Místnosti, které byly odděleny příčkami postavenými během minulých dvou století, byly nahrazeny paralelními, pravoúhlými sály. Střecha byla nahrazena podobnou střechu s dřevěnými štíty a byla doplněná o vikýř. Nové podlahy byly vyrobeny z neizolovaného a leštěného betonu, na některých místech je podlaha krytá linoleem. Frank Peter Jäger označil tyto hladké povrchy jako Andův poznávací znak, spolu se skly a ocelovým příslušenstvím, které kolidují s nedokončenými stěnami. Dodal, že pro Anda tato kombinace "symbolizuje spojení minulosti, přítomnosti a budoucnosti", tedy budovy, jeho architektury a umění, které se v ní nachází. Ando chtěl, aby západní vchod čelil betonovým deskám, ale tato změna byla městem zamítnuta. Rekonstrukce stála 20 000 000 eur.

## Výstavy

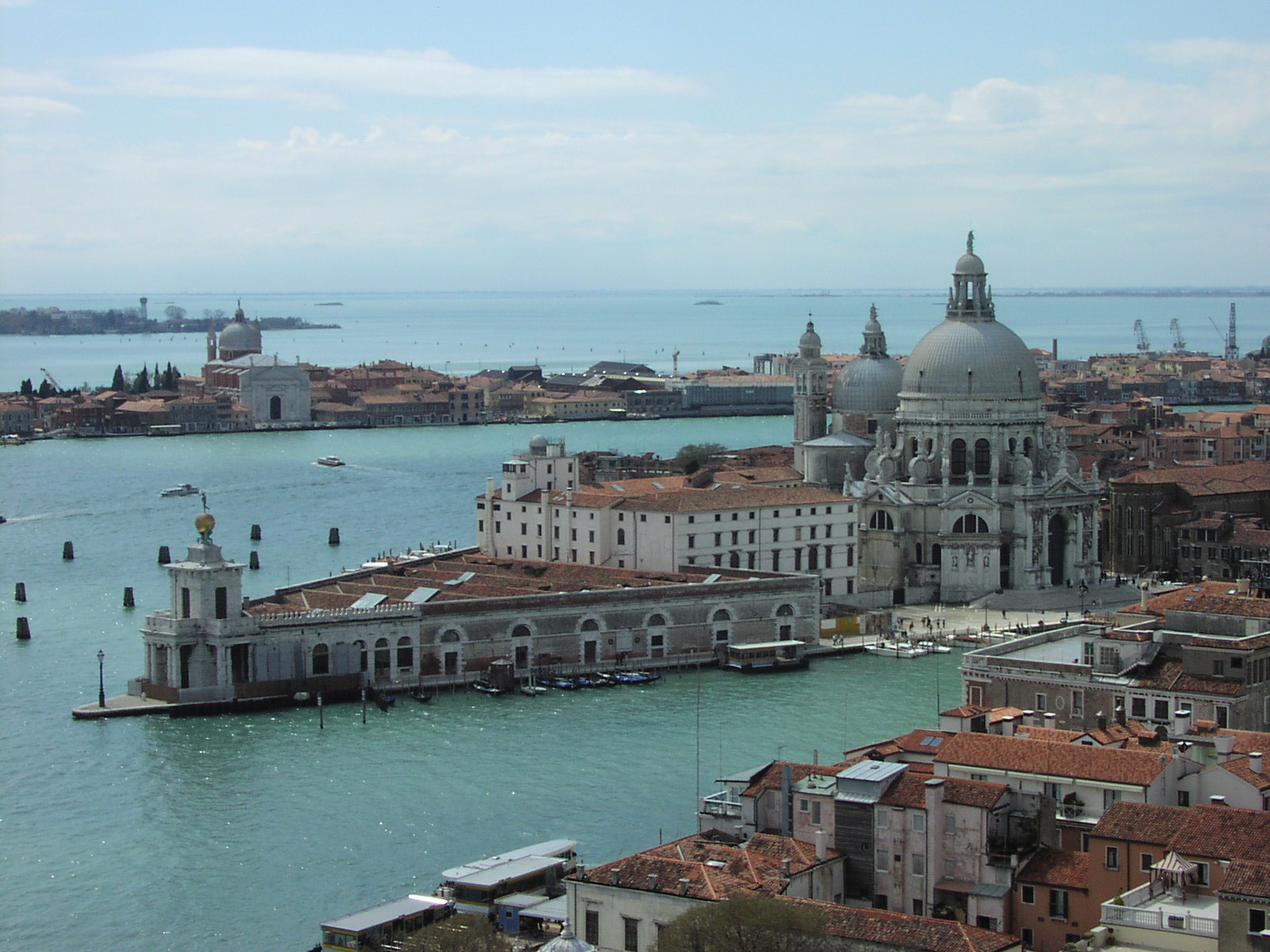
Pohled na Punta della Dogana v roce 2005, při pohledu na jihozápad

Elisa Carmichael z časopisu Komplex nazvala výstavu o asi 80 dílech ze sbírky Pinaulta nazvanou Prima Materia jako "výstavu, kterou musíte vidět". Výstava se konala v roce 2013 mimo období Bienále v Benátkách. Jacqueline Ceresoli výstavu chválila obdobně.
Pinault pověřil Charlese Raye, aby vytvořil sochu na vrcholek Punta della Dogany, aby město schválilo založení muzea. Ray vytvořil 2,5 metru vysokého chlapce držícího žábu za její nohy. Socha měla být veřejná a byla nazvána Chlapec s žábou.Chlapec s žábou byl poprvé odhalen při otevření muzea v červenci roku 2009, po protestech, které předcházely jeho instalaci. Město se rozhodlo nahradit sochu na začátku roku 2013 reprodukcí lampy, která se zde nacházela předtím. Mluvčí řekl, že instalace sochy byla navržena tak, aby byla dočasná. Ray odmítl nabídku přemístit sochu do Palazzo Grassi, a rozhodl se dát sochu do skladu. Nezávislý kurátor Francesco Bonami napsal v časopise La Stampa , že odstranění sochy Chlapce s žábou byla "zbabělost administrativy" a instalace lampy představuje "kulturní temnotu".